# Canton de Saint-Pantaléon-de-Larche
Le canton de Saint-Pantaléon-de-Larche est une circonscription électorale française du département de la Corrèze créée par le décret du 24 février 2014 et entrée en vigueur lors des élections départementales de 2015.

## Histoire
Un nouveau découpage territorial de la Corrèze entre en vigueur en mars 2015, défini par le décret du 24 février 2014, en application des lois du 17 mai 2013 (loi organique 2013-402 et loi 2013-403). Les conseillers départementaux sont, à compter de ces élections, élus au scrutin majoritaire binominal mixte. Les électeurs de chaque canton élisent au Conseil départemental, nouvelle appellation du Conseil général, deux membres de sexe différent, qui se présentent en binôme de candidats. Les conseillers départementaux sont élus pour 6 ans au scrutin binominal majoritaire à deux tours, l'accès au second tour nécessitant 12,5 % des inscrits au 1er tour. En outre la totalité des conseillers départementaux est renouvelée. Ce nouveau mode de scrutin nécessite un redécoupage des cantons dont le nombre est divisé par deux avec arrondi à l'unité impaire supérieure si ce nombre n'est pas entier impair, assorti de conditions de seuils minimaux. Dans la Corrèze, le nombre de cantons passe ainsi de 37 à 19. Le nouveau canton de Saint-Pantaléon-de-Larche est formé de communes des anciens cantons de Larche, de Brive-la-Gaillarde-Sud-Ouest et de Meyssac.

## Représentation
| Période élective | Période élective | Mandat | Mandat   | Identité             | Nuance | Nuance | Qualité |
| ---------------- | ---------------- | ------ | -------- | -------------------- | ------ | ------ | --- |
| 2015             | 2021             | 2015   | 2021     | Jean-Jacques Delpech |        | LR     | Architecte, ancien maire de Saint-Pantaléon-de-Larche Ancien conseiller général du canton de Larche Suppléant de la députée Frédérique Meunier (2017-2022) |
| 2015             | 2021             | 2015   | 2021     | Nicole Taurisson     |        | LR     | Comptable retraitée Maire de Noailles (2008-2020) |
| 2021             | 2028             | 2021   | en cours | Sophie Chambon       |        | LR     | Cadre de la fonction publique, 3e Maire-adjointe de Turenne                                                                                                |
| 2021             | 2028             | 2021   | en cours | Jean-Jacques Delpech |        | LR     | Conseiller sortant |

### Résultats détaillés

#### Élections de mars 2015
À l'issue du 1er tour des élections départementales de 2015, deux binômes sont en ballottage : Jean-Jacques Delpech et Nicole Taurisson (UMP, 39,64 %) et Isabelle David et Guy Roques (PS, 27,35 %). Le taux de participation est de 58,17 % (7 099 votants sur 12 203 inscrits) contre 59,60 % au niveau départemental et 50,17 % au niveau national.
Au second tour, Jean-Jacques Delpech et Nicole Taurisson (UMP) sont élus avec 55,89 % des suffrages exprimés et un taux de participation de 59,04 % (3 621 voix pour 7 205 votants et 12 203 inscrits).

#### Élections de juin 2021
Le premier tour des élections départementales de 2021 est marqué par un très faible taux de participation (33,26 % au niveau national). Dans le canton de Saint-Pantaléon-de-Larche, ce taux de participation est de 37,64 % (4 730 votants sur 12 566 inscrits) contre 42,13 % au niveau départemental. À l'issue de ce premier tour, deux binômes sont en ballottage : Sophie Chambon et Jean Jacques Delpech (DVD, 51,14 %) et Nicolas Haag et Catherine Lecigne (Union à gauche, 30,61 %).
Le second tour des élections est marqué une nouvelle fois par une abstention massive équivalente au premier tour. Les taux de participation sont de 34,3 % au niveau national, 43,69 % dans le département et 39,6 % dans le canton de Saint-Pantaléon-de-Larche. Sophie Chambon et Jean Jacques Delpech (DVD) sont élus avec 63,89 % des suffrages exprimés (2 909 voix pour 4 976 votants et 12 567 inscrits),,.

## Composition
Le nouveau canton de Saint-Pantaléon-de-Larche comprend treize communes entières.
| Nom                                               | Code Insee | Intercommunalité      | Superficie (km2) | Population (dernière pop. légale) | Densité (hab./km2) | Modifier                                    |
| ------------------------------------------------- | ---------- | --------------------- | ---------------- | --------------------------------- | ------------------ | ------------------------------------------- |
| Saint-Pantaléon-de-Larche (bureau centralisateur) | 19229      | CA du Bassin de Brive | 23,47            | 5 006 (2022)                      | 213                | modifier les données · modifier les données |
| Chartrier-Ferrière                                | 19047      | CA du Bassin de Brive | 15,16            | 377 (2022)                        | 25                 | modifier les données · modifier les données |
| Chasteaux                                         | 19049      | CA du Bassin de Brive | 18,75            | 747 (2022)                        | 40                 | modifier les données · modifier les données |
| Cublac                                            | 19066      | CA du Bassin de Brive | 20,18            | 1 730 (2022)                      | 86                 | modifier les données · modifier les données |
| Estivals                                          | 19077      | CA du Bassin de Brive | 8,88             | 136 (2022)                        | 15                 | modifier les données · modifier les données |
| Jugeals-Nazareth                                  | 19093      | CA du Bassin de Brive | 10,95            | 951 (2022)                        | 87                 | modifier les données · modifier les données |
| Larche                                            | 19107      | CA du Bassin de Brive | 5,74             | 1 654 (2022)                      | 288                | modifier les données · modifier les données |
| Lissac-sur-Couze                                  | 19117      | CA du Bassin de Brive | 12,62            | 688 (2022)                        | 55                 | modifier les données · modifier les données |
| Mansac                                            | 19124      | CA du Bassin de Brive | 18,40            | 1 542 (2022)                      | 84                 | modifier les données · modifier les données |
| Nespouls                                          | 19147      | CA du Bassin de Brive | 20,14            | 641 (2022)                        | 32                 | modifier les données · modifier les données |
| Noailles                                          | 19151      | CA du Bassin de Brive | 12,57            | 945 (2022)                        | 75                 | modifier les données · modifier les données |
| Saint-Cernin-de-Larche                            | 19191      | CA du Bassin de Brive | 9,15             | 678 (2022)                        | 74                 | modifier les données · modifier les données |
| Turenne                                           | 19273      | CA du Bassin de Brive | 28,03            | 803 (2022)                        | 29                 | modifier les données · modifier les données |
| Canton de Saint-Pantaléon-de-Larche               | 1913       |                       | 204,04           | 15 898 (2022)                     | 78                 | modifier les données                        |

## Démographie
En 2022, le canton comptait 15 898 habitants, en évolution de +2,72 % par rapport à 2016 (Corrèze : −0,59 %, France hors Mayotte : +2,11 %).
| 2013   | 2018   | 2022   |
| ------ | ------ | ------ |
| 15 264 | 15 467 | 15 898 |

## Historique des élections

### Élection de 2015
| Candidats            | Partis      | Partis      | Premier tour | Premier tour | Second tour | Second tour |
| Candidats            | Partis      | Partis      | Voix         | %            | Voix        | %           |
| -------------------- | ----------- | ----------- | ------------ | ------------ | ----------- | ----------- |
| Christophe Petit*    |             | UMP         | 2 096        | 39,32        | 2 799       | 51,67       |
| Nelly Simandoux      |             | UMP         | 2 096        | 39,32        | 2 799       | 51,67       |
| Pierre Coutaud*      |             | DVG         | 1 662        | 31,18        | 2 618       | 48,33       |
| Fabienne Garnerin    |             | PS          | 1 662        | 31,18        | 2 618       | 48,33       |
| Marie-Rose Bourneil  |             | DVG         | 832          | 15,61        |             |             |
| Jean-Louis Faure     |             | PCF         | 832          | 15,61        |             |             |
| Marie Chassaing      |             | FN          | 740          | 13,88        |             |             |
| Sébastien Pialeport  |             | FN          | 740          | 13,88        |             |             |
|                      |             |             |              |              |             |             |
| Inscrits             | Inscrits    | Inscrits    | 8 731        | 100,00       | 8 727       | 100,00      |
| Abstentions          | Abstentions | Abstentions | 3 142        | 35,99        | 2 900       | 33,23       |
| Votants              | Votants     | Votants     | 5 589        | 64,01        | 5 827       | 66,77       |
| Blancs               | Blancs      | Blancs      | 164          | 2,93         | 243         | 4,17        |
| Nuls                 | Nuls        | Nuls        | 95           | 1,70         | 167         | 2,87        |
| Exprimés             | Exprimés    | Exprimés    | 5 330        | 95,37        | 5 417       | 92,96       |
| * conseiller sortant |             |             |              |              |             |             |